# Você É Curioso?
Você É Curioso? é um programa de rádio brasileiro, da Rádio Bandeirantes São Paulo, criado em 2001.
Seus apresentadores são Marcelo Duarte e Silvania Alves. O time de colaboradores é formado por Antônio Mier, Warde Marx, Gilmar Lopes, Marcelo Abud, Guilherme Domenichelli, César Monteiro, Isabella Lubrano, Magalhães Júnior e Mario Jun Okuhara.
O programa vai ao ar ao vivo aos sábados, das 10h ao meio-dia, com reapresentação no mesmo dia, geralmente às 21 horas. Marcelo ainda apresenta o programa "É Brasil que Não Acaba Mais!", na BandNews FM.
O "Você é Curioso?" ganhou o Prêmio APCA de melhor programa educativo da rádio brasileira de 2006.